# Oshin Derieuw
Oshin Derieuw (Roeselare, 29 april 1987) is een Belgische boksster.

## Carrière
Oshin Derieuw is de huidige WBF Wereldkampioene Boksen Super Light Weight. Ze is in haar 13 profkampen ongeslagen. Ze won vijf ervan met KO. In 2011 behaalde Oshin Derieuw  brons op het Europees Kampioenschap boksen.
Op 16 februari 2019 won ze overtuigend in Schiervelde te Roeselare op punten tegen de meervoudige voormalige Wereldkampioene en Europees kampioene Gülsüm Tatar uit Turkije. Oshin Derieuw was geselecteerd voor de kwalificaties voor de Olympische Spelen in Tokyo in 2020.
Op 28 juni 2023 kwalificeerde Derieuw zich op 36-jarige leeftijd voor de Olympische Zomerspelen 2024 van Parijs in 2024 door de halve finale te bereiken op de Europese Spelen 2023 in Polen. In haar kwartfinale won de West-Vlaamse nipt van de Française Emilie Sonvico met 2-3 op punten.
Derieuw is de eerste vrouw ooit die voor België aan de Spelen deelnam in de discipline boksen. In haar eerste kamp in Parijs haalde ze er een nipte overwinning tegen Ivanusa Moreira uit Kaapverdië. Haar tweede kamp in de kwartfinale verloor ze van de Chinese Yang Liu.

## Privéleven
Derieuw groeide op in Roeselare. Op 14 december 2018 huwde ze met triatlete Charlotte Deldaele. In 2024 ging het koppel uit elkaar.
Oshin Derieuw is de jongere zus van zanger/producer Chilo Derieuw, beter bekend als Chillow.

## Televisie
Op 4 september 2023 verscheen Oshin in de eerste aflevering van het eerste seizoen van Amai zeg wauw!, een talkshow op de VRT, gepresenteerd door Otto-Jan Ham. Op 2 mei 2024 mocht ze opnieuw haar opwachting maken in het programma, deze keer als centrale gast. In april 2025 was te zien in Mijn eerste reis.

## Palmares
- 2018: WBF World Champion (Hénin-Beaumont, Frankrijk) – kamp tegen Dahiana Santana (Dominicaanse Rep.)
- 2018: WBF World Champion (Hénin-Beaumont, Frankrijk) – kamp tegen Lina Tejeda (Dominicaanse Rep.)
- 2017: WBF Intercontinental Champion (Hénin-Beaumont, Frankrijk), – kamp tegen Aleksandra Vujovic
- 2017: WBF International Champion (Louvroil, Frankrijk) – kamp tegen Marion Montanari
- 2015: Kampioen van Nord pas de Calais (Frankrijk) – Kamp tegen Lèa Bauderlique
- 2014: Kampioen van Nord pas de Calais (Frankrijk)
- 2014: Belgisch Kampioen (geen tegenstandster Wallonië)
- 2014: Vlaams Kampioen
- 2013: Goud HSK cup, Denemarken
- 2013: Belgisch Kampioen (geen tegenstandster van Wallonië)
- 2013: Vlaams Kampioen
- 2011: Brons Europees Kampioenschap (Polen)
- 2011: Goud Nederlandse Kampioenschappen
- 2011: Belgisch Kampioen
- 2009: Goud Kampioenschappen, Denemarken
- 2009: Belgisch Kampioen
- 2008: Belgisch Kampioen